# Déva (buddhizmus)
A dévák  (देव szanszkrit és páli) a buddhizmusban nem emberi lények, akik rendkívüli képességekkel bírnak, hosszabb ideig élnek és általánosságban boldogabban, mint az emberek. Azonban a buddhista hagyományban egyikőjüket sem üdvözítik istenként.
Szinonimák más nyelvekből: khmer tep (ទេព), vagy preah (ព្រះ), burmai nat, tibeti lha,  mongol tenger (тэнгэр), kínai tien ren (天人), koreai cson, japán ten, vietnámi thiên, thai Thevada .

## A dévák rendkívüli képességei
A dévák, mivel a buddhista kozmológia szerint más létsíkon élnek, jellemzően láthatatlanok az emberi szem számára. Úgy tartják, hogy a "látó" emberek képesek tapasztalni a dévák jelenlétét. A "halló"  emberek hallhatják a dévák hangját, amely szintén egy nem hétköznapi képesség.
A legtöbb déva képes megtévesztő formát ölteni, így meg tudnak jelenni alacsonyabb létbirodalmak lakói számára. Ugyanezt kell tenniük a magasabb és az alacsonyabb birodalmak déváinak is, ha egymással szeretnének találkozni.
A déváknak nincs szükségük az emberekhez hasonló táplálkozásra. Bár az alacsonyabb szinten lévő dévák esznek és isznak, a magasabb szinten lévőknek belső fényességük által ragyognak.
A dévák hatalmas távolságokat tudnak megtenni rövid idő alatt és repülni is képesek - bár az alsóbb birodalmak déváinak ehhez néha varázs eszközre is szükségük van, mint például a repülő szekerek.

## Dévák fajtái
A déva kifejezés lények egy osztályát jelöli a születési körforgás hatos ösvényén. Ezek egészen eltérő lények is lehetnek, amelyeket az életeik során begyűjtött érdemeik szerint rangsorolni lehet. Az alacsonyabb osztályban lévő dévák természete jobban hasonlít az emberekére, mint a magasabb osztályokban élő déváké. Amint a dévák felélik érdemeiket és pozitív karmáikat, emberként vagy alacsonyabb birodalmak lakóiként születhetnek újra.
A dévák háromfajta osztályba kerülhetnek attól függően, hogy az univerzum mely birodalmába (dhátu) születtek. Az Árúpjadhátu déváinak nincs fizikai formája és elhelyezkedése és ők az alak nélküli dolgokon való meditációban élnek. Ezt haladó meditációs szinttel érték el egy előző életben. Ők semmilyen kapcsolatban nem állnak az univerzum többi lényével.
A Rúpadhátu déváknak van fizikai formája, de nincs nemük és szenvedély-mentesek. Számtalan "mennyországban" vagy déva-világban élnek, amelyek a Föld felett rétegekben rakódnak egymásra. Ezeket öt fő csoportra lehet osztani:
- Suddhávásza: az itteni dévák a Anágámik újjászületései, azoké a gyakorlóké, akik már majdnem elérték az arhat szintet[3]). Ők a buddhizmus védelmezői a Földön. Ezek közül a legmagasabb világot úgy nevezik, hogy Akanistha.
- Brhatphala: az itteni dévák a negyedik dhjána nyugalmi tudatszintjét érték el korábbi életükben és ezen a tudatszinten maradnak.
- Subhakrtszna: az itteni dévák a harmadik dhjána boldogságában időznek.
- Ábhászvara: az itteni dévák a második dhjána boldogságában időznek.
- Brahmá: az itteni dévák (vagy egyszerűen brahmák) az első dhjána boldogságában időznek. A többi dévánál őket jobban érdekli az alattuk lévő világ, amelybe olykor tanácsadással be is avatkoznak.

A fenti déva-világok mindegyike több szintre van felosztva, de az egy csoporton belüli dévák képesek egymással kommunikálni. Az alacsonyabb szintek csoportjainak még sejtése sincs a felsőbb csoportok létezéséről. Emiatt egyes brahmák olyan büszkévé váltak, hogy azt képzelték magukról, hogy ők alkották az alattuk lévő világokat - ugyanis ők hamarabb keletkeztek, mint azok a világok.
A Kámadhátu dévái hasonlítanak az emberekhez, azonban nagyobbak. Hasonló életet élnek az emberekhez, bár hosszabb ideig élnek és általánosság szerint elégedettebbek is. Néha igen elmerülnek az örömszerzésekben. Erre a birodalomra gyakorolja legnagyobb hatását a démon, Mára.
Kámadhátu magasabb szintjein négy lebegő mennyország van, amelyek függetlenek az alacsonyabb világok viszályaitól. Ez a négy birodalom a következő:
- Parinirmita-vasavartin: luxusban élő dévák, ide tartozik Mára is;
- Nirmánarati
- Tusita: köztük a jövőbeli Maitréja (őket nevezik "elégedett déváknak" is);
- Jáma (vagy az "órák dévái")

A Kámadhátu alacsonyabb szintjein élő dévák az univerzum közepén lévő Meru-hegy különböző részén élnek. Ők még szenvedélyesebbek, mint a magasabb szintű dévák, és nem csak élvezik az életet, hanem harcolnak és viszálykodnak is. Ezek a világok:
- Trájasztrimsa: a Meru-hegy csúcsán élnek az olimposzi istenekhez hasonlóan (más néven ők a "33 dévái"). Uralkodójuk Sakra.
- Csáturmahárádzsikakájika: köztük a föld négy sarkát őrző királyokkal. Legfőbb királyuk Vaisravana. Félisteneik között vannak kumbhándák, gandharvák, nágák, jaksák, és garudák.